# Ярославец (Сумская область)
Ярославец (укр. Ярославець) — село,
Ярославецкий сельский совет,
Кролевецкий район,
Сумская область,
Украина.
Код КОАТУУ — 5922688901. Население по переписи 2001 года составляло 1130 человек .
Является административным центром Ярославецкого сельского совета, в который, кроме того, входит село 
Покровское.

## Географическое положение
Село Ярославец находится у истоков реки Реть,
ниже по течению на расстоянии в 5 км расположено село Тулиголово.
На реке большая запруда. Рядом с селом озеро Ракита.

## История
- Вблизи села обнаружены городища времен Киевской Руси.
- В селе, в уроч. Каменное, городище древнерусского ( XI-XIII вв. ) времени. // А.В.Куза. Древнерусские городища X-XIII вв. Свод археологических памятников. ( Москва, 117192, Мичуринский пр-т, 1, "Христианское издательство" ).
- Село Ярославец основано в первой половине XVII века.
- В XIX веке село Ярославец было волостным центром Ярославецкой волости Глуховского уезда Черниговской губернии[3].

## Экономика
- «Ярославец», агрофирма.
- ЧП «Эдельвейс-Агро».
- ООО «Им. Щорса».

## Объекты социальной сферы
- Школа.
- Народный музей села Ярославец.

## Религия
- Свято-Михайловский храм. Раньше еще были Благовещенская и Михайловская церкви[3]. Священнослужители церквей:
- Благовещенская церковь
  - 1795 - священник Василий Натмок
  - 1881 - священник Георгий Мироненко, диакон Павел Прилуцкий
- Михайловская церковь
  - 1843 - священник Иван Радченко